# Руммо, Линда Карловна
Линда Карловна Руммо (эст. Linda Rummo; 5 сентября 1921, Вана-Вяндра, Эстония — 16 декабря 2015, Пярну, Эстония) — эстонская советская театральная актриса. Народная артистка Эстонской ССР (1968).

## Биография
Родилась в 1921 году в Вана-Вяндра в семье фермера, после банкротства фермы в начале 1930-х семье пришлось переехать в съемную квартиру в поселке Вяндра, где Линда окончила в 1942 году гимназию. Хорошо физически развитая в 1942—1946 годах работала инструктором по гимнастике.
В 1946—1949 годах работала диктором на Эстонском радио, где познакомилась со своим будущим мужем Велло Руммо.
В 1950 году окончила Государственный театральный институт Эстонской ССР.
В 1950—1965 годах — актриса Эстонского театра драмы им. В. Кингисеппа.
В 1965—1975 годах — актриса Государственного молодёжного театра Эстонской ССР.
В 1976—1982 годах — актриса Пярнуского драматического театра им. Л. Койдула.
В 1982 году вышла на пенсию, жила в Пярну и Педассааре, где находился семейный загородный дом.
Умерла в 2015 году.

## Награды
- 1964 — Заслуженная артистка Эстонской ССР.
- 1968 — Народная артистка Эстонской ССР.
- 2002 — Орден Белой Звезды IV степени.

## Фильмография
- 1955 — Счастье Андруса / Andruse õnn — эпизод
- 1956 — Мужчины остаются дома / Mehed jaavad koju (к/м) — мать
- 1960 — Актер Йоллер / Näitleja Joller — Майя
- 1967 — Физики (фильм-спектакль) — Лина Росе